# Hyptidendron
Hyptidendron es un género con 17 especies de plantas con flores perteneciente a la familia Lamiaceae. Es originario de Sudamérica tropical.

## Especies
| - Hyptidendron amethystoides - Hyptidendron arboreum - Hyptidendron arbusculum - Hyptidendron asperrimum - Hyptidendron asperrrimum - Hyptidendron canum - Hyptidendron caudatum - Hyptidendron claussenii - Hyptidendron conspersum | - Hyptidendron dictiocalyx - Hyptidendron glutinosum - Hyptidendron leucophyllum - Hyptidendron rhabdocalyx - Hyptidendron rondonicum - Hyptidendron unilaterale - Hyptidendron vauthieri - Hyptidendron vepretorum |